# Théodore Steeg

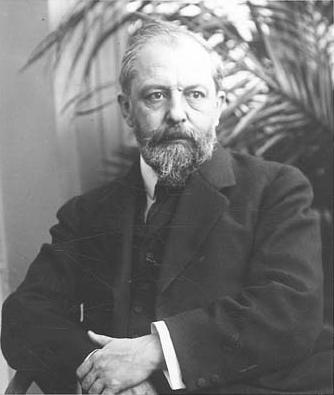
Théodore Steeg

Théodore Steeg (Libourne, 19 december 1868 – Parijs, 19 december 1950) was een Frans politicus.

## Biografie
Steeg was de zoon van Jules Steeg, een onderwijsdeskundige en politicus, en telg van een oud protestants geslacht. Hij studeerde rechten en letteren in Parijs. Hij was actief als leraar (tot 1904) en vanaf 1905 als advocaat.
In 1897 werd hij politiek actief. Théodore Steeg was lid van de Parti Radical-Socialiste (PRS) en werd in 1906 voor die partij als vertegenwoordiger van het departement Seine in de Kamer van Afgevaardigden (Chambre des Députés) gekozen. Van 1914 tot 1940 vertegenwoordigde hij hetzelfde departement in de Senaat (Sénat). Als senator onthield hij zich op 10 juli 1940 van stemmen over de kwestie van het verlenen van volmachten aan generaal Philippe Pétain.
Théodore Steeg was meerdere malen minister in conservatief-liberale kabinetten:
- minister van Onderwijs en Schone Kunsten in het kabinet-Monis (2 maart 1911 - 13 januari 1912)
- minister van Binnenlandse Zaken in het kabinet-Poincaré I (14 januari 1912 - 21 januari 1913)
- minister van Onderwijs en Schone Kunsten in de kabinetten-Briand III en Briand IV (21 januari - 21 maart 1913)
- minister van Onderwijs en Schone Kunsten in het kabinet-Ribot V (20 maart - 1 september 1917)
- minister van Binnenlandse Zaken in het kabinet-Painlevé I (1 september - 16 november 1917)
- minister van Binnenlandse Zaken in de kabinetten-Millerand I, Millerand II en het kabinet-Leygues (20 januari 1920 - 16 januari 1921)
- minister van Justitie en grootzegelbewaarder in het kabinet-Painlevé II (17 april - 10 oktober 1925)
- minister van Justitie en Grootzegelbewaarder in het kabinet-Chauyemps I (21 februari - 1 maart 1930)
- minister van Koloniën in het kabinet-Steeg (13 december 1930 - 27 januari 1931)
- minister van Koloniën in het kabinet-Chautemps IV (18 januari - 13 maart 1938)

### Premier
Théodore Steeg was van 13 december 1930 tot 27 januari 1931 premier (Président du Conseil). Hij presideerde over een conservatief-liberaal kabinet bestaande uit de PRS, de AD, de RI, de FR en de RS.

### Koloniaal bestuurder
Théodore Steeg was van 28 juli 1921 tot 17 april 1925 gouverneur-generaal van Algerije. Van 4 oktober 1925 tot 1 januari 1929 was hij resident-generaal van Marokko.

### Overlijden
Hij overleed op zijn 82ste verjaardag.

## Publicaties
- Edgar Quinet, l'oeuvre, le citoyen, l'éducateur (1903)
- La réforme électorale et l'union des républicains (1912)
- La paix française en Afrique du Nord (1926)